# Reckless Speed
Reckless Speed er en amerikansk stumfilm fra 1924 instrueret af William James Craft.

## Medvirkende
- Frank Merrill som Speed Creswell
- Virginia Warwick som Vera Wray
- Joseph W. Girard som Creswell
- Gino Corrado som David Brierly
- Eddie O'Brien
- Slim Cole som Mr. Jackson